# Лупэрия (Молдова)
Лупэрия (рум. Lupăria) — село в Рышканском районе Молдавии. Наряду с селом Малиновское входит в состав коммуны Малиновское.

## География
Село расположено на высоте 167 метров над уровнем моря.

## Население
По данным переписи населения 2004 года, в селе Лупэрия проживает 237 человек (105 мужчин, 132 женщины).
Этнический состав села:
| Национальность | Число жителей | Процентный состав |
| -------------- | ------------- | ----------------- |
| украинцы       | 198           | 83.54             |
| молдаване      | 24            | 10.13             |
| русские        | 15            | 6.33              |
| Всего          | 237           | 100%              |